# San Marino Calcio 2005-2006
Questa pagina raccoglie le informazioni riguardanti il San Marino Calcio nelle competizioni ufficiali della stagione 2005-2006.

## Rosa
| N. |                       | Ruolo | Calciatore         |
| -- | --------------------- | ----- | ------------------ |
|    | Italia (bandiera)     | C     | Simone Berardi     |
|    | Italia (bandiera)     | C     | Alec Bolla         |
|    | San Marino (bandiera) | C     | Giovanni Bonini    |
|    | Italia (bandiera)     | P     | Roberto Colombo    |
|    | Italia (bandiera)     | C     | Roberto Corradi    |
|    | Italia (bandiera)     | C     | Fabio Dall'Ara     |
|    | Italia (bandiera)     | C     | Giuseppe De Feudis |
|    | Italia (bandiera)     | D     | Roberto Di Maio    |
|    | Francia (bandiera)    | C     | Belel El Sebri     |
|    | Italia (bandiera)     | C     | Luca Ferretti      |
|    | Italia (bandiera)     | C     | Adriano Fiore (II) |
|    | Italia (bandiera)     | D     | Michele Florindo   |
|    | Italia (bandiera)     | C     | Giuliano Gentilini |
|    | Italia (bandiera)     | A     | Felice Gesuele     |
|    | Italia (bandiera)     | A     | Giuseppe Giglio    |

| N. |                       | Ruolo | Calciatore          |  |
| -- | --------------------- | ----- | ------------------- |  |
|    | Italia (bandiera)     | A     | Giordano Meloni     |  |
|    | Italia (bandiera)     | P     | Simone Montanari    |  |
|    | Italia (bandiera)     | A     | Giordano Napoletano |  |
|    | Italia (bandiera)     | C     | Simone Narducci     |  |
|    | Italia (bandiera)     | C     | Giorgio Noviello    |  |
|    | Italia (bandiera)     | C     | Francesco Perrotta  |  |
|    | Italia (bandiera)     | A     | Federico Piovaccari |  |
|    | Italia (bandiera)     | C     | Gianluca Procopio   |  |
|    | Italia (bandiera)     | D     | Cristian Silveri    |  |
|    | Italia (bandiera)     | D     | Gianmario Specchia  |  |
|    | Italia (bandiera)     | D     | Mirko Taccola       |  |
|    | Italia (bandiera)     | A     | Alberto Villa       |  |
|    | San Marino (bandiera) | A     | Matteo Vitaioli     |  |
|    | Italia (bandiera)     | D     | Danilo Vitali       |  |
|    | Italia (bandiera)     | A     | Giovanni Volpato    |  |

## Risultati

### Campionato

#### Girone di andata
| 27 agosto 2005 1ª giornata | San Marino | 3 – 0 | Fermana |  |

| 4 settembre 2005 2ª giornata | Lumezzane | 3 – 2 | San Marino |  |

| 10 settembre 2005 3ª giornata | San Marino | 0 – 2 | Padova |  |

| 18 settembre 2005 4ª giornata | Ravenna | 0 – 2 | San Marino |  |

| 23 settembre 2005 5ª giornata | Sambenedettese | 1 – 0 | San Marino |  |

| 2 ottobre 2005 6ª giornata | San Marino | 0 – 1 | Spezia |  |

| 8 ottobre 2005 7ª giornata | Pro Sesto | 1 – 1 | San Marino |  |

| 16 ottobre 2005 8ª giornata | San Marino | 2 – 1 | Pizzighettone |  |

| 22 ottobre 2005 9ª giornata | Giulianova | 0 – 0 | San Marino |  |

| 4 novembre 2005 10ª giornata | San Marino | 1 – 1 | Pro Patria |  |

| 11 novembre 2005 11ª giornata | San Marino | 1 – 2 | Genoa |  |

| 18 novembre 2005 12ª giornata | Monza | 1 – 1 | San Marino |  |

| 27 novembre 2005 13ª giornata | San Marino | 1 – 2 | Teramo |  |

| 4 dicembre 2005 14ª giornata | Cittadella | 0 – 0 | San Marino |  |

| 10 dicembre 2005 15ª giornata | San Marino | 0 – 1 | Pavia |  |

| 18 dicembre 2005 16ª giornata | Salernitana | 0 – 0 | San Marino |  |

| 21 dicembre 2005 17ª giornata | San Marino | 0 – 1 | Novara |  |

#### Girone di ritorno
| 8 gennaio 2006 18ª giornata | Fermana | 1 – 2 | San Marino |  |

| 14 gennaio 2006 19ª giornata | San Marino | 1 – 1 | Lumezzane |  |

| 20 gennaio 2006 20ª giornata | Padova | 1 – 0 | San Marino |  |

| 29 gennaio 2006 21ª giornata | San Marino | 1 – 0 | Ravenna |  |

| 5 febbraio 2006 22ª giornata | San Marino | 0 – 0 | Sambenedettese |  |

| 18 febbraio 2006 23ª giornata | Spezia | 1 – 0 | San Marino |  |

| 26 febbraio 2006 24ª giornata | San Marino | 3 – 0 | Pro Sesto |  |

| 3 marzo 2006 25ª giornata | Pizzighettone | 0 – 0 | San Marino |  |

| 10 marzo 2006 26ª giornata | San Marino | 1 – 0 | Giulianova |  |

| 18 marzo 2006 27ª giornata | Pro Patria | 1 – 0 | San Marino |  |

| 26 marzo 2006 28ª giornata | Genoa | 3 – 2 | San Marino |  |

| 1 aprile 2006 29ª giornata | San Marino | 0 – 1 | Monza |  |

| 9 aprile 2006 30ª giornata | Teramo | 3 – 1 | San Marino |  |

| 13 aprile 2006 31ª giornata | San Marino | 3 – 1 | Cittadella |  |

| 23 aprile 2006 32ª giornata | Pavia | 4 – 0 | San Marino |  |

| 1 maggio 2006 33ª giornata | San Marino | 1 – 1 | Salernitana |  |

| 7 maggio 2006 34ª giornata | Novara | 3 – 3 | San Marino |  |